# Tề Văn công
Tề Văn công (chữ Hán: 齊文公; trị vì: 815 TCN – 804 TCN), tên thật là Khương Xích (姜赤), là vị vua thứ 10 của nước Tề - chư hầu nhà Chu trong lịch sử Trung Quốc.
Ông là con trai của Tề Lệ công – vua thứ 9 nước Tề.
Năm 816 TCN, Lệ công bị lực lượng binh biến của người chú họ - con Tề Hồ công - lật đổ và giết chết. Trong lúc loạn lạc, người làm binh biến cũng bị chết. Do đó người nước Tề lại lập Khương Xích lên ngôi, tức là Tề Văn công.
Để trả thù cho cha, Văn công sai giết 70 người tham gia vụ binh biến.
Năm 804 TCN, Tề Văn công qua đời. Ông ở ngôi tất cả 12 năm. Con ông là Khương Thoát lên nối ngôi, tức là Tề Thành công.